# Kees Besselink c4-toernooi
Het Kees Besselink c4-toernooi is een schaaktoernooi in Amsterdam dat traditioneel gespeeld wordt op de derde zondag van november. De organisatie van het toernooi ligt in handen van de schaakvereniging EsPion. De partijen worden gespeeld met een rapid speeltempo. De speler met wit moet verplicht openen met de zet 1.c4 (de Engelse opening).

## Algemeen
Het toernooi is vernoemd naar Kees Besselink, de oud-voorzitter van schaakvereniging De Pion, een rechtsvoorganger van EsPion. Hij opende zijn partijen doorgaans met 1.c4.
De eerste editie vond plaats in 1994. Daarna werd het toernooi elk jaar georganiseerd, met uitzondering van de jaren 2008 en 2020. In 2008 besloot men om het toernooi eenmalig om te dopen tot de Wil Haggenburg Memorial. In plaats van de Engelse Opening stond dat toernooi in het teken van het koningsgambiet. In 2020 kon het toernooi vanwege de coronapandemie geen doorgang vinden.
Het toernooi is qua deelnemersveld niet bijzonder groot, maar weet elk jaar bekende spelers aan te trekken, waaronder soms grootmeesters. Het is een van de weinige thematoernooien die in Nederland nog wordt gehouden.

## Lijst van winnaars[2]
| #  | Jaar | Winnaar                                             |
| 1  | 1994 | Addy Lont                                           |
| 2  | 1995 | W. Jongsma                                          |
| 3  | 1996 | Addy Lont                                           |
| 4  | 1997 | Roy Dieks                                           |
| 5  | 1998 | Roy Dieks                                           |
| 6  | 1999 | FM Frank Erwich / Roy Dieks                         |
| 7  | 2000 | Roy Dieks                                           |
| 8  | 2001 | G. de Niet                                          |
| 9  | 2002 | FM Jovan Ceko                                       |
| 10 | 2003 | Jack Blanchard                                      |
| 11 | 2004 | IM Piet Peelen / Jack Blanchard                     |
| 12 | 2005 | IM Piet Peelen                                      |
| 13 | 2006 | FM Ramon Koster                                     |
| 14 | 2007 | FM Jovan Ceko / Peter Poncin                        |
| 15 | 2008 | FM Sybolt de Boer / Dirk Goes                       |
| 16 | 2009 | FM Aran Köhler                                      |
| 17 | 2010 | FM Marc Overeem                                     |
| 18 | 2011 | Tobias Kabos                                        |
| 19 | 2012 | FM Tex de Wit                                       |
| 20 | 2013 | GM Karel van der Weide                              |
| 21 | 2014 | IM Manuel Bosboom / FM Aran Köhler / IM Piet Peelen |
| 22 | 2015 | Barry Brink                                         |
| 23 | 2016 | FM Hing Ting Lai                                    |
| 24 | 2017 | Tjark Vos                                           |
| 25 | 2018 | IM Hing Ting Lai                                    |
| 26 | 2019 | IM Liam Vrolijk                                     |
| 27 | 2021 | IM Thomas Beerdsen                                  |
| 28 | 2022 | GM Dimitri Reinderman                               |
| 29 | 2023 | FM Bart Karstens                                    |
| 30 | 2024 | FM Tim Grutter                                      |